# Jean Nicolas Pierre Hachette
Jean Nicolas Pierre Hachette (6 de mayo de 1769 - 16 de enero de 1834), fue un matemático francés. Editó la Geometría Descriptiva de Gaspard Monge, de quien fue discípulo

## Vida
Hachette se graduó en la Universidad de Reims en 1787. Tras hacer unos cursos en la École Royale du Génie de su ciudad natal, donde fue discípulo de Gaspard Monge, en 1792 fue nombrado profesor de Hidrografía en Colliure y en 1794 se trasladó a París, donde fue uno de los fundadores de la École polytechnique.
Desde 1799 fue uno de los líderes de la Escuela, hasta que en 1816 fue forzado a dimitir por sus ideas republicanas. Durante ese período fue editor del Journal del École polytechnique y promovió un boletín para la información y el intercambio de ideas: Correspondence sur l'École polytechnique.
De su matrimonio con Jeanne Maugras en 1810, tuvo un hijo, que se convertiría en ingeniero jefe del Ministerio de obras públicas, y una hija que se casaría con el químico Jacques-Joseph Ebelmen.

## Obra
La obra de Hachette se desarrolla en tres campos: la geometría, la mecánica pura y aplicada y la física.
En el primero, hay que reseñar que fue el editor de la Geométrie descriptive de Monge (1799).
En el campo de la mecánica es destacable su Traité élémentaire des machines (1811) que tendrá fuerte influencia y se reeditará numerosas veces.